# Forst-Längenbühl
Forst-Längenbühl là một đô thị ở huyện Thun ở bang Berne ở Thụy Sĩ. Đô thị này có diện tích 4,5 km², dân số năm 2006 là 743 người. Đô thị này được lập ngày 1 tháng 1 năm 2007 thông qua việc sáp nhập Längenbühl và Forst.